# ویمباخ
ویمباخ (به آلمانی: Wimbach) یک شهر در آلمان است که در اهرویلر واقع شده‌است. ویمباخ ۴۴۰ نفر جمعیت دارد.